# Christian Christiansen (fysiker)
 Der er flere personer med dette navn, se Christian Christiansen.
Christian Christiansen (født 9. oktober 1843 i Vostrup, død 28. november 1917 på Frederiksberg) var en dansk fysiker, far til Johanne og C.P.O. Christiansen.

## Karriere
Han var søn af gårdejer, folketingsmand Mads Peder Christiansen (1817-1905) og Ane Marie Mortensdatter (1819-1852).
Efter at være dimitteret privat til Københavns Universitet, hvor han vandt guldmedalje for en prisopgave 1865, tog Christiansen 1866 magisterkonferens i fysik og ansattes straks efter som professor Carl Holtens assistent ved Den polytekniske læreanstalts fysiske samling. 1873–82 var han lærer i fysik ved Søofficersskolen, 1876–86 docent i fysik ved Den polytekniske læreanstalt, 1882–86 tillige ved Landbohøjskolen, 1886-1912 professor i fysik ved Universitetet. 

## Værk
Af den betydelige række videnskabelige afhandlinger, Christiansen har skrevet, og som især findes i Videnskabernes Selskabs skrifter og oversigter samt i Poggendorffs og Wiedemanns "Annalen", kan nævnes Om brydningsforholdet for rød anilin (1871), der indeholder hans opdagelse af fuchsinets "anomale dispersion"; Krystallografisk-optiske undersøgelser (1873), udførte i forening med Haldor Topsøe, for hvilket arbejde Christiansen 1872 havde fået Videnskabernes Selskabs guldmedaille; Nogle forsøg over varmeledningsevnen (1881), hvori han beskriver sin "ledningsstøtte", et apparat, der tilsteder en nem og nøjagtig sammenligning af væskers varmeledningsevne; Absolut måling af udstrålings- og indsugningsevne for varme (1883); De hvide legemers optiske egenskaber (1884) med interessante oplysninger om de farvefænomener, der fremkommer ved blanding af gennemsigtige, ufarvede væsker og faste pulvere; Om et nyt elektrometer (1893); Eksperimentalundersøgelse over gnidningselektricitetens oprindelse (1894) samt en række forsøg over frembringelse af elektricitet ("balloelektricitet") ved dråbedannelse (1909–12).
Den efter Christiansen benævnte vandluftpumpe er i sin oprindelige form beskrevet af ham i Poggendorffs "Annalen" 1872, savnet af tidssvarende danske lærebøger, beregnede på et videregående studium af fysikken, har Christiansen afhjulpet ved udgivelsen af sine to betydelige arbejder: Indledning til den matematiske fysik (1887–89), samt Lærebog i fysik (to band, 1891–94). Det førstnævnte værk er af Johannes Müller bearbejdet for tyske forhold og udgivet på tysk under navn af Elemente der theoretischen Physik.
Han er begravet på Vestre Kirkegård.

## Hæder
- 1875: Medlem af Videnskabernes Selskab
- 1894: Dr. med. h.c. ved Københavns Universitet
- 1896: Dr. jur. h.c. ved University of Glasgow
- 1892: Medlem af Det Norske Videnskaps-Akademi i Christiania
- 1899: Medlem af Kungliga Vetenskaps-Societeten i Uppsala
- 1902: Medlem af Kungliga Vetenskapsakademien i Stockholm
- 1898: Medlem af Kungliga Fysiografiska Sällskapet i Lund
- 1908: Medlem af Physikalisch-Medizinische Sozietät Erlangen
- Ridder af Dannebrogordenen 1888, Kommandør af 2. grad 1907 og af 1. grad 1912
- Dannebrogsmændenes Hæderstegn 1894